# بالنثيا

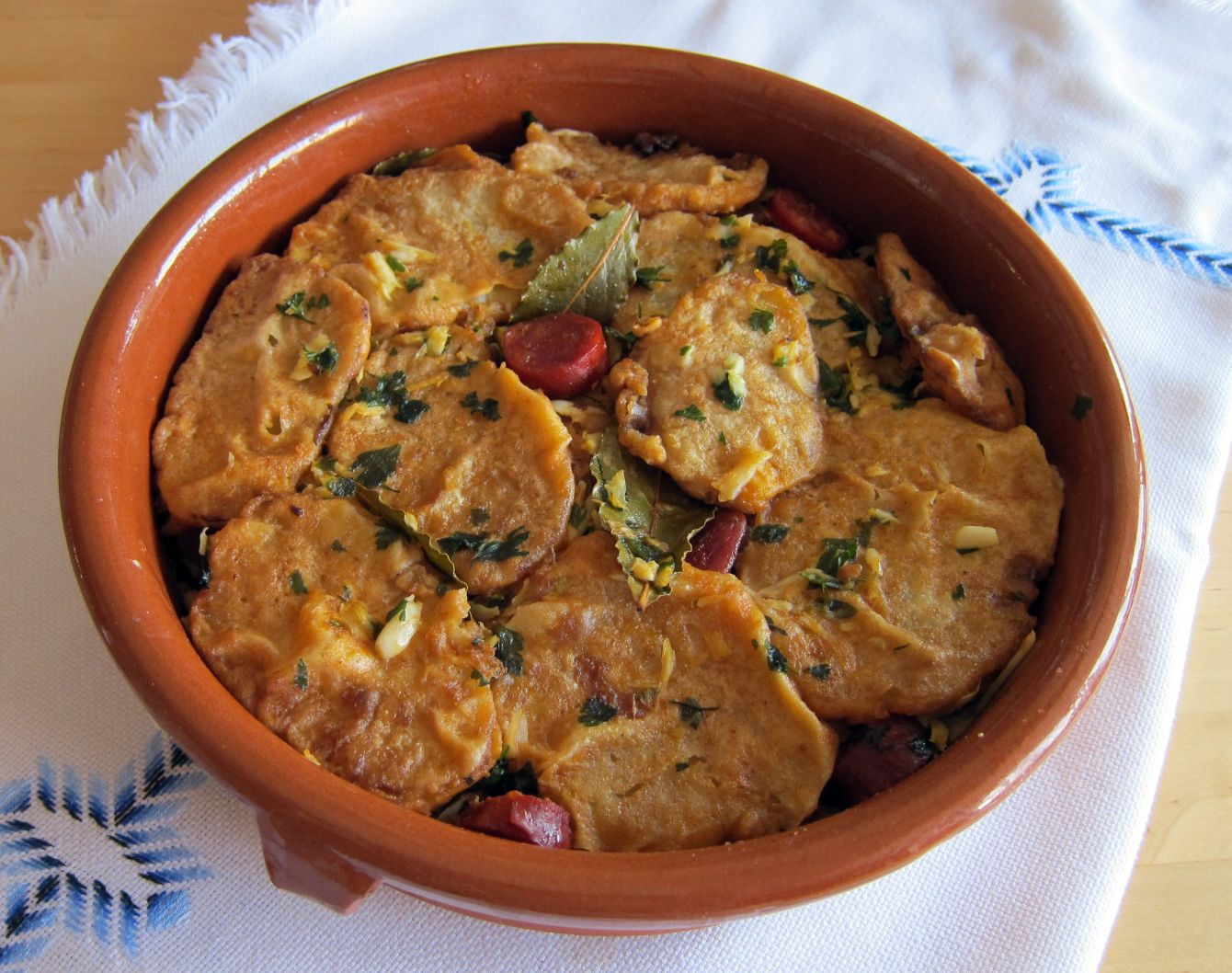
طبق بطاطس تقليدي من المدينة القشتالية

بلنثية أو بلنتية أو بالِنْسِيَة (نقحرة: بالنثيا، بالنسيا) مدينة إسبانية وعاصمة مقاطعة تقع في منطقة قشتالة وليون.

## توأمة
لبلنثية اتفاقيات توأمة مع:
- بورج

## أعلام
- مارتا دومينغيث
- بيدرو أباركا
- خوانا نونيز دي لارا
- بلانكا القشتالية
- مانويل غونزاليس غارسيا
- سيرجيو أسينخو
- إيلينا أنايا
- رامون كالديرون
- هنري الأول ملك قشتالة
- ميكيا لوبيز دي هارو